# Tribunal administratif au Québec
Ne doit pas être confondu avec Tribunal administratif du Québec.
Les tribunaux administratifs au Québec sont des tribunaux, créés par des lois québécoises, afin de mettre en œuvre une loi ou une politique publique du Québec.

## Tribunal administratif du Québec
Le Tribunal administratif du Québec est le tribunal administratif principal pour contester une décision gouvernementale ou une décision d'un autre tribunal administratif.
Sauf dans certaines circonstances, il s'agit du tribunal final pour contester une décision administrative. Toutefois, il est toujours possible de demander une révision judiciaire d'une décision du TAQ à la Cour supérieure.

## Liste des tribunaux administratifs
Il existe plus d'une quinzaine de tribunaux administratifs au Québec
- Comité de déontologie policière
- Commission d'accès à l'information
- Commission de la fonction publique
- Commission de protection du territoire agricole du Québec
- Commission des normes, de l'équité, de la santé et de la sécurité du travail
- Commission des services juridiques
- Commission municipale du Québec
- Corporation des maîtres mécaniciens en tuyauterie du Québec
- Régie des alcools, des courses et des jeux du Québec
- Régie du bâtiment
- Tribunal administratif du logement (anciennement la Régie du logement)
- Tribunal administratif des marchés financiers[2] (appelé Bureau de décision et de révision en valeurs mobilières avant juillet 2016)
- Tribunal administratif du travail
- Tribunal administratif du Québec